# Проза.ру
Про́за.ру́ — сайт, предоставляющий услуги публикации прозаических художественных произведений. Открыт 14 августа 2000 года.
Портал работает под руководством Российского союза писателей, целью которого является реализация потенциала у начинающих авторов и помощь им в поиске своей читательской аудитории. Так же союз учредил телевидение, где авторам портала Проза.ру адресован канал «Проза». На данном канале выходят программы: «Лекция», где собраны лекции о великих русских писателях от профессора Литинститута; «Интервью» — интервью с известными писателями и критиками; и «Автора!» — интервью с авторами современной литературы в неформальной обстановке.
Сайт занимает третье место в рейтинге литературных сайтов Rambler и четвёртое в рейтинге Mail.ru. Проза.ру получил премию Рунета за 2013 год. Вместе с аналогичным сайтом Стихи.ру и ресурсом klassika.ru входит в созданный Дмитрием Кравчуком Русский литературный клуб.
По словам главного редактора сайта Дмитрия Кравчука, по состоянию на июнь 2009 года на прозе.ру было зарегистрировано 200 тысяч авторов, которые опубликовали свыше 7 миллионов текстов, а в июне 2011 года было уже 400 тысяч пользователей и 15 миллионов текстов.
С 2012 года на базе сайта осуществляется отбор произведений на конкурс «Народный писатель», учреждённый Российским союзом писателей при поддержке Федерального агентства по печати и массовым коммуникациям РФ.